# 68779 Schöninger
68779 Schöninger è un asteroide della fascia principale. Scoperto nel 2002, presenta un'orbita caratterizzata da un semiasse maggiore pari a 2,6495925 UA e da un'eccentricità di 0,1443590, inclinata di 5,02683° rispetto all'eclittica.
L'asteroide è dedicato al monte Kleť, tramite il suo esonimo in tedesco, dove ha sede l'osservatorio autore della scoperta.